# Traude Bührmann
Traude Bührmann (Essen, 26 de novembro de 1942) é uma escritora, jornalista, fotógrafa e tradutora alemã. 

## Biografia
Depois de completar a escola secundária (Realschule), uma aprendizagem de comerciante e uma estadia de dois anos em Londres e Paris, Bührmann trabalhou como correspondente para assuntos estrangeiros. No início da década de 1970, morou alguns anos em Nepal e na Índia, publicando relatos fotográficos e de viagem. De volta à República Federal da Alemanha, estudou sociologia de 1973 até 1977. De 1976 até 1979 foi redatora de revistas feministas; em 1984 fundou a organização Lesben.Kultur.Etage Araquin.

## Publicações
Seu primeiro romance, Flüge über Moabiter Mauern, foi publicado em 1987. Em 1989 traduziu para a língua alemã o romance Le Désert mauve de Nicole Brossard (Die malvenfarbene Wüste). No seu livro Faltenweise - Lesben und Alter, publicado em 2000 na editora Krug & Schadenberg, retrata lésbicas na velhice.

### Traduções
- Nicole Brossard: Die malvenfarbene Wüste, editora Frauenoffensive, Munique 1989.
- Annemarie Alonzo: Ein ungeschriebener Brief, peça radiofónica, editorial Xenia, Brema 1990.
- Jacqueline Julien: Feuer, Hörstück, Toulouse 1995.
- Dominique Silvain: Blutsschwestern, editora Rotbuch Verlag, Hamburgo 1997
- Traude Bührmann (org.): Sie ist gegangen, contribuições de escritoras francesas, editora Orlanda, Berlim 1997.
- Traude Bührmann/Suzette Robichon (org.): Lesbisches Paris, contribuições em língua francesa, editora Orlanda, Berlim 2002.

### Contos e ensaios
- Semiramis oder Die Rache der Maria Adler. Em: Chris Paul (org.), Alltägliche Träume, LesbenLeseBuch, editora Ätna, Hohenfels 1991.
- Wie sehen die Beine eines Marienkäfers aus. Em: Karin Rick/Diana Voigt (org.), Mit Würde und Feuer, sobre a amizade entre mulheres, Wiener Frauenverlag, Viena 1993.
- Korrespondenzen / Correspondances. Em: Sylvia Treudl (org.), sidesteps, textos sobre o relações extramatrimoniais, Wiener Frauenverlag, Viena 1994.
- Nicole Brossard. Em: Alexandra Busch/Dirk Link (org.), Frauenliebe, Männerliebe, uma história literária gay-lésbica em retratos, editora J.B. Metzler, Estugarda 1997.
- Blinde Kuh. Em: Andrea Krug/Dagmar Schadenberg (org.), Augenblicke, editora Krug & Schadenberg, Berlim 1999.
- Pat Pan. Em: Christine Lemione/Ingrid Renard (org.), Attirances - Lesbiennes fems, lesbiennes butchs, éditions gaies et lesbiennes, Paris 2001.
- Fremdworte. Em: Anne Jüssen/Frauenmuseum Horlemann (org.), Wegziehen, Ankommen, Bad Honnef 2002.
- Passagen e Auftakt Wechseljahre. Em: Ulrike Janz (org.), Verwandlungen - Lesben und die Wechseljahre, editora Krug & Schadenberg, Berlim 2006.
- Ohne Bewährung. Em: Andrea Krug/Dagmar Schadenberg (org.), Fein und gemein - Rachegeschichten, Verlag Krug & Schadenberg, Berlim 2008.

### Exposições fotográficas

#### Exposições individuais
- Die Ätna - la Vulcana, u.a. Museu das mulheres de Wiesbaden 1983.
- Steinzeichen - Dolmen und Menhire zur Megalithkultur, com Karin Breithaupt, Museu das mulheres de Wiesbaden 1988.
- Liaison en fer, Fascinação pela Torre Eiffel na noite, s/w, Berlim e Paris 1995.
- Stein ist Benommensein, Esculturas de cementérios, s/w, Paris 1996.
- Return to Eressos, Instalação fotográfica dos Dias Culturais de Moabit (Moabiter Kulturtage), Berlim 2005.
- Schlossparkmusen, negro e branco, Ufer-Galerie, Berlim 2005.
- Backstein-Poesie, Instalação fotográfica dos Dias Culturais de Moabit, Berlim 2005.
- Damendoppel, Instalação fotográfica, negro e branco, Toulouse e Berlim 2009/10.
- Einmal Stein sein, negro e branco e fotografias coloridas, Begine, Berlim 2010.

#### Exposições com outros artistas
- Provençalische Schatten, s/w Fotografias, Marselha 1993.
- Foto-Reportage om mani padne hum in: Ein Landschafts-Gemälde, Atelierhof Werenzhain 2008.
- Namen werden Inseln, instalação, Kunsthafen 59, Hamburgo 2009.
- Sahauri-Sand, instalação fotográfica. In: Fluchtlinien und Strömungen, Cap San Diego, Hamburgo 2010.
- Rund um Wörter und Dinge, die verschwinden, Instalação em Kunst auf dem Sockel, Atelierhof Werenzhain e Kunsthafen 59, Hamburgo 2010.

## Prêmios e distinções
Traude Bührmann foi premiada em 1987 por seu conto Flüge über Moabiter Mauern (vôos sobre muros do Moabit) com o Primeiro Pr~emio de Literatura Lésbica do Grupo Salons de Hamburgo.